# Lavercantière
 Lavercantière  es una comuna y población de Francia, en la región de Mediodía-Pirineos, departamento de Lot, en el distrito de Gourdon y cantón de Salviac.
Su población en el censo de 1999 era de 183 habitantes.
Está integrada en la Communauté de communes du Pays de Salviac .